# La guardia Serafina
La guardia Serafina es una serie peruana producida en el año 1990 por Panamericana Televisión con los libretos y la dirección de Guillermo Guille, que comenzó como un sketch del programa humorístico Risas y salsa. Estuvo protagonizada por Roxana Ávalos como la personaje que lleva el título de la serie. 
Además de ser de humor blanco, fue la primera serie en incluir una mujer como protagonista, así como la primera actriz cómica en conseguir su programa de televisión propio y la primera sitcom enfocada en la Policía Nacional. Estos rasgos permitieron popularizar el concepto de la mujer policía que le sucedería a la producción dramática de Frecuencia Latina La fuerza Fénix.
Este programa independiente fue el último spin-off de Risas y salsa que duró un año y medio en transmitirse en horario estalar, los domingos a las siete de la noche.

## Sinopsis
En medio de los problemas sociales que conlleva Lima, Serafina es una policía de la guardia nacional que desempeña como protectora de la institución. A pesar de su torpeza, su picardía y su contextura delgada, es bondadosa. En algunos episodios ella se encarga de realizar labores contra el crimen bajo las órdenes de El Capi, su mayor de la comisaría, y la ayuda del resto de integrantes varones. Al completar la misión, concluye con la frase "Misión cumplida mi capi".

## Reparto
- Roxana Avalos como Serafina
- Ricardo Fernández como el Capitan Carozzi "El Capi"
- Manolo Rojas como Sargento Mostacho[3]
- Patricia Alquinta como la prima de Serafina
- Walo Rodríguez como el Sargento Procopio
- Abel Ramirez como el Sargento Moreno
- Alvaro Gonzales como el tío de Serafina
- Antonio Salim como el Mayor General de la Policía
- Raul Beyron como Marraqueta
- Jesus Morales
- Teresa Olmos
- Loris Manay
- Julio Zamora
- Leslie Stewart
- Fiorella Rodríguez